# پارکر (فلوریدا)
پارکر (به انگلیسی: Parker) شهری در شهرستان بی، فلوریدا که در سال ۱۹۶۷ بنیان‌گذاری شده‌است. این شهر طبق سرشماری سال ۲۰۱۰ میلادی، ۴٬۶۲۳ نفر جمعیت داشته و مساحت آن نیز ۶٫۳ کیلومتر مربع است.